# Кімерія М. О. Волошина
Історико-культурний, меморіальний музей-заповідник «Кімерія М. О. Волошина» — музей-заповідник, що становить п'ять музеїв у Коктебелі, Феодосії та Старому Криму.

## Історія
Заповідник створено у 2000 році і становить п'ять музеїв із загальним музейним фондом понад 90 тисяч одиниць зберігання, могилу М.О. Волошина на горі Кучук-Єнішари, могили і надгробки на коктебельському і старокримському кладовищах, пам'ятний знак на місці руйнованого склепу родини Юнге — засновників дачного селища Коктебель.
В основі концепції розвитку заповідника лежить еколого-історико-культурологічний принцип, тобто ідея існування природи, історії та культури південно-східного Криму як єдиної об'ємно-просторової системи. Геологічне минуле Кімерії, наповнене слідами культур минулих народів, затверджено сьогодні єдністю історичного пейзажу та його художнього втілення у творчості цілої низки художників, літераторів, музикантів різних поколінь.
Створення заповідника було конкретним виявом соціокультурного аспекту екології, спрямованим на збереження і захист культурно-історичного простору, слідом за Гомером названого М. Волошиним Кімерією.

## Об'єкти музею-заповідника
| фото | Назва                                         | Адреса                                |
|      | Будинок-музей Максиміліана Волошина           | смт Коктебель, вул. Морська, 43       |
|      | Музей Марини і Анастасії Цвєтаєвих (Феодосія) | м. Феодосія, вул. В. Коробкова, 13    |
|      | Будинок-музей К. Г. Паустовського             | м. Старий Крим, вул. Свободи, 17      |
|      | Будинок-музей О. Гріна                        | м. Старий Крим, вул. К. Лібкнехта, 52 |
|      | Літературно-художній музей (Старий Крим)      | м. Старий Крим, вул. К. Лібкнехта, 31 |